# Концерт для скрипки с оркестром № 1 (Донаньи)
Концерт для скрипки с оркестром № 1 ре минор Op. 27 — сочинение Эрнста фон Донаньи, написанное в 1914—1915 гг.

## Создание и исполнение
Концерт писался в Берлине, где Донаньи преподавал фортепиано в Берлинской высшей школе музыки. Обстоятельства военного времени вынудили композитора вернуться в Венгрию, где его застала череда политических переворотов, так что до организации новому произведению концертной судьбы дело дошло только через несколько лет. 5 марта 1919 года мировая премьера концерта состоялась в Копенгагене, солировал незадолго перед этим обосновавшийся в Дании венгерский скрипач Эмиль Тельманьи, дирижировал Карл Нильсен. 1 декабря того же года концерт впервые прозвучал в Будапеште в исполнении того же Тельманьи и оркестра под управлением автора. Для популярности концерта имела значение также его американская премьера 11 марта 1923 года (Алберт Сполдинг и Нью-Йоркский симфонический оркестр под управлением Вальтера Дамроша).

## Состав
1. Molto moderato, maestoso e rubato
2. Andante
3. Molto vivace
4. Tempo del primo pezzo, rubato

Примерная продолжительность звучания 40-45 минут.

## Характеристика музыки
В настоящее время критика отмечает в музыке концерта наиболее ощутимое влияние Иоганнеса Брамса, в особенности сопоставляя тему финала с побочной темой в финале Первой симфонии.